# 666 (număr)
666 (șase sute șaizeci și șase) este numărul natural care urmează după 665 și este urmat de 667.
666 este numit și „numărul Fiarei” în majoritatea manuscriselor capitolului 13 al Apocalipsei lui Ioan din Noul Testament și în cultura populară, spre exemplu pe al treilea album al formației britanice de heavy metal Iron Maiden, intitulat The Number of the Beast, care conține și piesa cu același nume.

## În matematică
666 este suma primelor 36 de numere naturale ({\displaystyle \sum _{i=1}^{36}i}, adică 1 + 2 + 3 + ... + 34 + 35 + 36 = 666), fiind din acest motiv un număr triunghiular. A se observa că: 
36 = 15 + 21;
15, 21 și 36 sunt și ele numere triunghiulare;
152 + 212 = 225 + 441 = 666.
În baza 10, 666 este un repdigit (și, din acest motiv, un palindrom) și un număr Smith. 
Factorizarea întregilor numărului 666 este 2 • 32 • 37. De asemenea, 666 reprezintă suma pătratelor primelor șapte numere prime: {\displaystyle 2^{2}+3^{2}+5^{2}+7^{2}+11^{2}+13^{2}+17^{2}}
Numărul roman 666, DCLXVI, este alcătuit din câte o apariție a tuturor simbolurilor a căror valoare este mai mică de 1000, în ordine descrescătoare (D = 500, C = 100, L = 50, X = 10, V = 5, I = 1).

## În religie

### Numărul fiarei

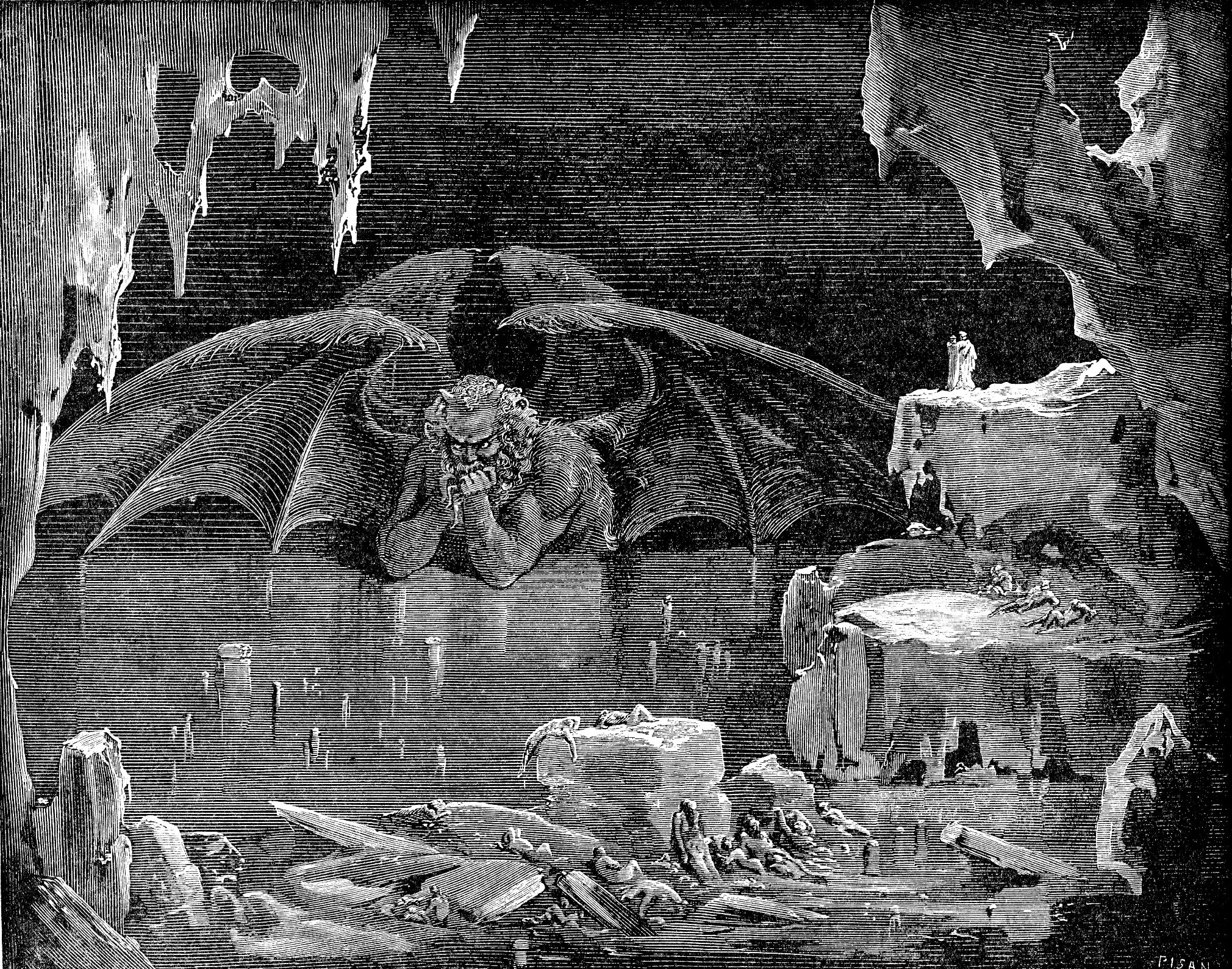
666 este adesea asociat cu diavolul.

În manuscrisele grecești originale Textus Receptus ale Noului Testament, capitolul 13:17–18 al Apocalipsei lui Ioan afirmă criptic faptul că 666 este „număr de om” sau „numărul unui om” (în funcție de traducerea textului) asociat cu Fiara, o creatură supranaturală pomenită în treacăt după circa două treimi din textul viziunii apocaliptice. Unele manuscrise grecești originale folosesc simbolurile χξϛ hi xi stigma (sau χξϝ cu o digama), în timp ce în altele numărul este ortografiat în cuvinte.
În cultura populară recentă, 666 a devenit unul din cele mai cunoscute simboluri alte Anticristului sau diavolului. Se spune că numărul 666 este folosit pentru a-l invoca pe Satan. Referiri serioase la acest număr apar atât printre grupurile creștine apocalipticiste, cât și în subculturile explicit anti-creștine.
În arta sau literatura occidentală contemporană, numărul 666 este pomenit în cele mai numeroase cazuri cu referire la simbolismul Fiarei. 
Se întâmplă adesea ca rolul simbolic al numărului întreg 666 să fie transferat secvenței de cifre 6-6-6. Anumite persoane iau în mod foarte serios asocierile satanice ale numărului și evită în mod activ orice lucru legat de 666 sau de cifrele 6-6-6. Această fobie este cunoscută sub numele de hexakosioihexekontahexafobie.
616 este citat ca număr al Fiarei în anumite manuscrise biblice, cel mai timpuriu caz cunoscut fiind în Papyrus 115.

### Alte mențiuni
- În Biblie, 666 este numărul talanților de aur pe care îi colecta anual Solomon.[11]
- În Biblie, 666 este numărul urmașilor lui Adonicam care s-au întors în Ierusalim și Iudeea din exilul babilonian (vezi Cartea întâi a lui Ezdra 2:13).
- Folosind gematria, numele „Neron Caesar” transliterat din greacă în ebraică produce numărul 666. Ortografierea latină „Nero Caesar” transliterată în ebraică produce numărul 616. Astfel, în Biblie, 666 ar fi putut fi o referință codată la Nero, împăratul roman care a domnit între anii 55 și 68 d.Hr.[12]

## În alte domenii

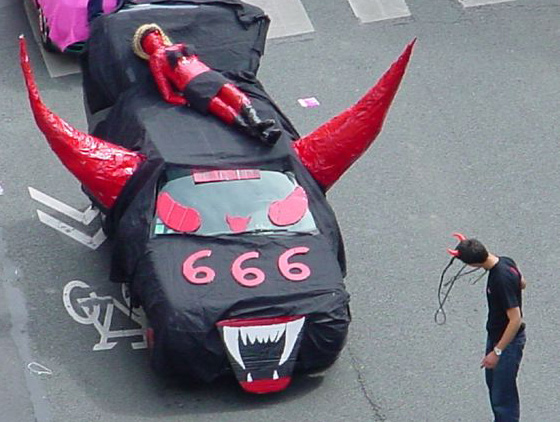
Car alegoric inscripționat „666” la o paradă în Paris.

- Este suma constantelor unui pătrat magic de șase pe șase în care suma numerelor de pe fiecare rând, respectiv de pe fiecare coloană, este egală cu 111.
- Este suma tuturor numerelor (de la 0 la 36) care sunt inscripționate pe o roată de ruletă.[12]
- A fost un bilet de loterie câștigător în scandalul loteriei din Pennsylvania din 1980, în care echipamentul a fost manipulat pentru a favoriza extragerea bilelor cu numerele 4 sau 6.[13]
- A fost numele original al virusului informatic SevenDust, descoperit în 1998, care a afectat computerele ce funcționau cu sistemul de operare Classic Mac OS.
- Numărul este un element vizual ce apare frecvent în tatuajele membrilor Frăției Ariene.[14]
- Aleister Crowley s-a descris sub titlurile de „Fiara 666” sau „Marea Fiară 666”.[15][16] Din acest motiv, numărul 666 este asociat și cu el, cu lucrările sale și cu filozofia sa religioasă intitulată Thelema.
- Este masa molară a superconductorului de temperatură ridicată YBa2Cu3O7.[17]
- În China, numărul este considerat a aduce noroc și este adesea afișat în vitrinele magazinelor sau pe reclamele luminoase.[18][19] 666 poate însemna „totul merge lin”, deoarece numărul 6 se pronunță asemănător caracterului 溜, care înseamnă „lin”.[20]
- Este folosit în mod obișnuit de furnizorii de servicii Internet pentru a crea găuri negre în trafic prin intermediul comunităților BGP.[21]